# Episodi di Dragnet (serie televisiva 1967) (seconda stagione)
La seconda stagione della serie televisiva Dragnet è andata in onda negli Stati Uniti dal 14 settembre 1967 al 28 marzo 1968 sulla NBC.
| nº | Titolo originale        | Prima TV USA      | Titolo italiano | Prima TV Italia |
| -- | ----------------------- | ----------------- | --------------- | --------------- |
| 1  | The Grenade             | 14 settembre 1967 |                 |                 |
| 2  | The Shooting Board      | 21 settembre 1967 |                 |                 |
| 3  | The Badge Racket        | 28 settembre 1967 |                 |                 |
| 4  | The Bank Jobs           | 5 ottobre 1967    |                 |                 |
| 5  | The Big Neighbor        | 12 ottobre 1967   |                 |                 |
| 6  | The Big Frustration     | 19 ottobre 1967   |                 |                 |
| 7  | The Big Senior Citizen  | 26 ottobre 1967   |                 |                 |
| 8  | The Big High            | 2 novembre 1967   |                 |                 |
| 9  | The Big Ad              | 9 novembre 1967   |                 |                 |
| 10 | The Missing Realtor     | 16 novembre 1967  |                 |                 |
| 11 | The Big Dog             | 23 novembre 1967  |                 |                 |
| 12 | The Pyramid Swindle     | 30 novembre 1967  |                 |                 |
| 13 | The Phony Police Racket | 7 dicembre 1967   |                 |                 |
| 14 | The Trial Board         | 14 dicembre 1967  |                 |                 |
| 15 | The Christmas Story     | 21 dicembre 1967  |                 |                 |
| 16 | The Big Shipment        | 28 dicembre 1967  |                 |                 |
| 17 | The Big Search          | 4 gennaio 1968    |                 |                 |
| 18 | The Big Prophet         | 11 gennaio 1968   |                 |                 |
| 19 | The Big Amateur Cop     | 25 gennaio 1968   |                 |                 |
| 20 | The Big Starlet         | 1º febbraio 1968  |                 |                 |
| 21 | The Big Clan            | 8 febbraio 1968   |                 |                 |
| 22 | The Big Little Victim   | 15 febbraio 1968  |                 |                 |
| 23 | The Big Squeeze         | 22 febbraio 1968  |                 |                 |
| 24 | The Suicide Attempt     | 29 febbraio 1968  |                 |                 |
| 25 | The Big Departure       | 7 marzo 1968      |                 |                 |
| 26 | The Big Investigation   | 14 marzo 1968     |                 |                 |
| 27 | The Big Gambler         | 21 marzo 1968     |                 |                 |
| 28 | The Big Problem         | 28 marzo 1968     |                 |                 |

## The Grenade
- Prima televisiva: 14 settembre 1967
- Diretto da: Jack Webb
- Scritto da: Robert C. Dennis

### Trama
- Guest star: Cathleen Cordell (Lois Kirsop), John Rubinstein (Paul Whidden), Mickey Sholdar (Gerald Paulson), Robert Brubaker (Martin Kirsop), Barbara Luddy (cameriera), Heather Menzies (Lorene Harper), Robert Cleaves (George Nash), Jan-Michael Vincent (Rick Schneiderman)

## The Shooting Board
- Prima televisiva: 21 settembre 1967
- Diretto da: Jack Webb
- Scritto da: David H. Vowell

### Trama
- Guest star: William Boyett (tenente Brooks), Harry Bartell (vice capitano Murdock), Art Balinger (capitano Brown), Leonard Stone (tenente Bowser), Jeff Malloy (ufficiale Vincent), Gary Brown (ufficiale Paul), Dennis McCarthy (ispettore Powers), S. John Launer (vice capitano Houghton), Anita Eubank (Marianne Smith)

## The Badge Racket
- Prima televisiva: 28 settembre 1967
- Diretto da: Jack Webb
- Scritto da: Robert C. Dennis

### Trama
- Guest star: Stacy Harris (Walter Kinnett), Indus Arthur (Pat Olney), Tol Avery (Willard Danhart), Harry Lauter (Edward Larkin), Bert Holland (Ralph), Don Ross (Ainsworth), Alfred Shelly (sergente Booth), Art Gilmore (capitano Lambert)

## The Bank Jobs
- Prima televisiva: 5 ottobre 1967
- Diretto da: Jack Webb
- Scritto da: Robert C. Dennis

### Trama
- Guest star: Kent McCord (ufficiale Whitman), Marian Collier (Angela Ripon), Art Gilmore (capitano Howe), Herbert Anderson (dottor Phillip Lang), Bee Tompkins (Doris Colbert), David Carlile (sergente Reed), Chris Alcaide (Richard Madden), Sherry Boucher (Carmen Willis), Kipp Hamilton (Jana Altman)

## The Big Neighbor
- Prima televisiva: 12 ottobre 1967
- Diretto da: Jack Webb
- Scritto da: Robert C. Dennis

### Trama
- Guest star: Kent McCord (ufficiale di polizia), Hal Lynch (marinaio), Ann Morgan Guilbert (Marnie Proutt), John Nolan (Art Bonham), Rhoda Williams (Ruth Walker), Randy Stuart (Eileen Gannon)

## The Big Frustration
- Prima televisiva: 19 ottobre 1967
- Diretto da: Jack Webb
- Scritto da: Sidney Morse

### Trama
- Guest star: Grace Albertson (Mary Maxwell), Bill Williams (Chaplain Bill Riddle), Art Balinger (capitano Brown), Len Wayland (sergente Al Maxwell), Lane Bradford (Champ Ridgely), Alfred Shelly (sergente Frank Isbell), Robert Patten (sergente Taylor Searcy), John Lupton (sergente Carl Maxwell)

## The Big Senior Citizen
- Prima televisiva: 26 ottobre 1967
- Diretto da: Jack Webb
- Scritto da: Henry Irving

### Trama
- Guest star: Eve McVeagh (Bonnie McKenzie), Natalie Masters (casalinga), Clark Howat (capitano Mack), Robert Patten (ufficiale Sale), Burt Mustin (Charles Smith)

## The Big High
- Prima televisiva: 2 novembre 1967
- Diretto da: Jack Webb
- Scritto da: David H. Vowell

### Trama
- Guest star: Robert Knapp (capitano Trembly), Ed Prentiss (Charles Porter), Tim Donnelly (Paul Shipley), Merry Anders (poliziotta Dorothy Miller), James Oliver (Fred Ludden), Kent McCord (ufficiale di polizia), Brenda Scott (Jean Shipley)

## The Big Ad
- Prima televisiva: 9 novembre 1967
- Diretto da: Jack Webb
- Scritto da: Charles McDaniel

### Trama
- Guest star: Art Balinger (capitano Brown), Anthony Eisley (Harvey Forrester), Don Dubbins (Steve Deal)

## The Missing Realtor
- Prima televisiva: 16 novembre 1967
- Diretto da: Jack Webb
- Scritto da: Robert C. Dennis

### Trama
- Guest star: Jeff Burton (Carl Keegan), Scatman Crothers (Dave Richmond), Ena Hartman (Ida Walters), Juanita Moore (Esther Jenkins), Dennis McCarthy (tenente Clingan), Gene Boland (Terry Williams)

## The Big Dog
- Prima televisiva: 23 novembre 1967
- Diretto da: Jack Webb
- Scritto da: Henry Irving

### Trama
- Guest star: Bart Burns (Ingo Burry), Phil Arnold (Bert Silver), Art Gilmore (capitano Howe), Luana Anders (Noradella DeLeone), Bonnie Hughes (Dee Staley), Maidie Norman (Mrs. Holmes), Monty Margetts (Cynthia Lowell), Doodles Weaver (Lars Lowell), Jean Inness (Wanda Kravitz), Merry Anders (poliziotta Dorothy Miller)

## The Pyramid Swindle
- Prima televisiva: 30 novembre 1967
- Diretto da: Jack Webb
- Scritto da: Marvin Walkenstein, Norman Lessing

### Trama
- Guest star: Art Gilmore (capitano Lambert), Byron Keith (Nick Gowers), Byron Morrow (Palmer Forrest), Robert Cornthwaite (dottor Edgar Sundstrom), Sam Edwards (Black), Alma Platt (donna), Sidney Clute (negoziante), Bert Fields (Hal Davies), Chet Stratton (Everett Tuttle), Vinton Hayworth (giudice), Virginia Gregg (Bonnie Bates)

## The Phony Police Racket
- Prima televisiva: 7 dicembre 1967
- Diretto da: Jack Webb
- Scritto da: Henry Irving]

### Trama
- Guest star: Kent McCord (ufficiale Reed), Eddra Gale (Ethel Gower), Del Moore (Wesley Hundorn), Nydia Westman (Jennifer Salt), Ben Hammer (Paul Fremont), Victor Millan (Salvador Cabo), Stuart Nisbet (Axel Varney), Don Ross (Bart Emerson), Robert Knapp (capitano Lambert), G. D. Spradlin (Preston Densmore)

## The Trial Board
- Prima televisiva: 14 dicembre 1967
- Diretto da: Jack Webb
- Scritto da: Sidney Morse

### Trama
- Guest star: Art Gilmore (capitano Howe), Art Balinger (vicecapitano Simon), Peter Duryea (Ted Clover), Clark Howat (tenente Roger Mairs), Alfred Shelly (sergente Binyon), Steve Carlson (ufficiale Phil Waverly)

## The Christmas Story
- Prima televisiva: 21 dicembre 1967
- Diretto da: Jack Webb
- Scritto da: Richard L. Breen

### Trama
- Guest star: Bobby Troup (Claude Stroup), Byron Morrow (capitano Mack), Herb Vigran (impiegato dell'hotel), Harry Bartell (padre Rojas), Fernando Vasquez (Paco Mendoza), Ralph Moody (Flavin), Barry Williams (Joseph Heffernan)

## The Big Shipment
- Prima televisiva: 28 dicembre 1967
- Diretto da: Jack Webb
- Scritto da: David H. Vowell

### Trama
- Guest star: Clark Howat (capitano Al Trembly), Steve Dunne (Fred Robertson), Julian Burton (Wallace Shanklin), Lorraine Gary (Mrs. Frank), Fred Vincent (Jerry Frank), Bert Holland (George Donaldson), William Boyett (sergente Forson), Elaine Devry (Patricia Wingate), John Sebastian (Peter Witmer)

## The Big Search
- Prima televisiva: 4 gennaio 1968
- Diretto da: Jack Webb
- Scritto da: Preston Wood, Robert Soderberg

### Trama
- Guest star: Kent McCord (ufficiale Reed), Vic Perrin (Vernon Hale), Robert Clarke (Bert Stanley), Jean Howell (Edna Felton), Gail Bonney (Mrs. Bonney), Rick Warick (ufficiale Stedman), Sidney Clute (George Selfridge), Peggy Webber (Marian Stanley)

## The Big Prophet
- Prima televisiva: 11 gennaio 1968
- Diretto da: Jack Webb
- Scritto da: David H. Vowell

### Trama
- Guest star: Liam Sullivan (William Bentley)

## The Big Amateur Cop
- Prima televisiva: 25 gennaio 1968
- Diretto da: Jack Webb
- Scritto da: Henry Irving

### Trama
- Guest star: Keye Luke (George Lum), Carol Byron (Ardith Roach), Clark Howat (capitano Lambert), Bert Holland (Harry Wilson), Ron Wilder (Bob Greene), David Carlile (capitano Packard), Stuart Nisbet (Gideon C. Dengle), Del Moore (Tyler Finch)

## The Big Starlet
- Prima televisiva: 1º febbraio 1968
- Diretto da: Jack Webb
- Scritto da: Robert C. Dennis

### Trama
- Guest star: Amzie Strickland (Thelma Wade), Lyle Talbot (William Joseph Cornelius), Robert Patten (sergente Zabel), Leonard Stone (ufficiale Shaidell), Jo Ann Harris (Jo Elle Murphy), Susan Seaforth Hayes (Eva Graham)

## The Big Clan
- Prima televisiva: 8 febbraio 1968
- Diretto da: Jack Webb
- Scritto da: Michael Donovan

### Trama
- Guest star: Clark Howat (capitano Lambert), Merry Anders (poliziotta Dorothy Miller), Don Dubbins (Billy Catcher), Lillian Bronson (Fay Sager), Margaret Rich (Madame Mona), Alma Platt (Katy Wilson), Lillian Adams (Mother Maria), Virginia Gregg (Dallas Andrews)

## The Big Little Victim
- Prima televisiva: 15 febbraio 1968
- Diretto da: Jack Webb
- Scritto da: Robert Soderberg

### Trama
- Guest star: Elizabeth Rogers (Mrs. Bradley), Jean Howell (Ruth Fowler), Kiel Martin (Walter Marshall), S. John Launer (dottor Wingate), Louise Lorimer (Mrs. Walters), Cathleen Cordell (Mrs. Newton), Gavin Mooney (dottor Frederick Martin), Brooke Bundy (Louise Marshall)

## The Big Squeeze
- Prima televisiva: 22 febbraio 1968
- Diretto da: Jack Webb
- Scritto da: Jerry D. Lewis

### Trama
- Guest star: John Sebastian (George Fox)

## The Suicide Attempt
- Prima televisiva: 29 febbraio 1968
- Diretto da: Jack Webb
- Scritto da: Robert C. Dennis

### Trama
- Guest star: Art Balinger (capitano Brown), Quinn O'Hara (Tami Avalon), Luana Anders (Anna Marie Harmon), Don Ross (Eugene Dickson), Dee Carroll (Jean Wagnall), Herb Vigran (John Hagen), Jill Donohue (Nina Draper)

## The Big Departure
- Prima televisiva: 7 marzo 1968
- Diretto da: Jack Webb
- Scritto da: Preston Wood

### Trama
- Guest star: Howard Culver (Nathan Vollmer), Ed Deemer (ufficiale Edwards), Roger Mobley (Charles Vail), Lou Wagner (Dennis Meldon), Lindon Crow (ufficiale Wilson), Kevin Coughlin (Paul Seaver)

## The Big Investigation
- Prima televisiva: 14 marzo 1968
- Diretto da: Jack Webb
- Scritto da: Robert C. Dennis

### Trama
- Guest star: Susan Seaforth Hayes (Virna Lanham), Herbert Anderson (Carl Shumley), Robert Patten (sergente Gene Markley), Gene Boland (Howard Digby), Ed Deemer (capitano Oxley), Bert Holland (Ed Swift), Stuart Nisbet (capitano di Mintville), Mercer Harris (Fred Hiller), Roy Engel (Art Turnbull), Dennis McCarthy (Leonard Robbins), Don Stewart (Harry Lanham)

## The Big Gambler
- Prima televisiva: 21 marzo 1968
- Diretto da: Jack Webb
- Scritto da: Robert Soderberg

### Trama
- Guest star: Julian Burton (George Barnes), Virginia Vincent (Sally Fisher), Virginia Gregg (Norma Pendleton), Robert Brubaker (Edward Loring), Sharon Harvey (Delores Grove), Buddy Lester (Dick Gerber), Vic Perrin (Henry Pendleton)

## The Big Problem
- Prima televisiva: 28 marzo 1968
- Diretto da: Jack Webb
- Scritto da: Michael Donovan

### Trama
- Guest star: Charles Brewer (ufficiale Braven), Clark Howat (capitano Shannon), Maidie Norman (Elsa Erickson), John McCook (ufficiale Jeffries), Victor Millan (Sam Gonsalvez), Celia Lovsky (Rita Goldstein), Richard Van Vleet (ufficiale Martin), Ed Deemer (sergente Park), Georg Stanford Brown (Billy Jones), Roy Glenn (John Erickson)